# Spoorlijn Évreux-Embranchement - Quetteville
De Spoorlijn Évreux-Embranchement - Quetteville was een Franse spoorlijn van Évreux naar Quetteville. De lijn was 79,5 km lang en heeft als lijnnummer 375 000.

## Geschiedenis
Het gedeelte tussen Glos-Montfort en Pont-Audemer werd aangelegd door de Compagnie du chemin de fer d'Orléans à Châlons-sur-Marne en geopend op 23 augustus 1867. Na de overname door de Compagnie des chemins de fer de l'Ouest werd de lijn aan de oostzijde tussen Évreux-Embranchement en Le Neubourg op 2 januari 1888 geopend en tussen Le Neubourg en Glos-Montfort op 1 juli 1888. Aan de westzijde werd de lijn tussen Glos-Montfort en Pont-Audemer verlengd op 23 augustus 1867 en tussen Pont-Audemer en Quetteville op 8 juni 1889.
Personenvervoer op de lijn werd gestaakt op 27 september 1969. Goederenvervoer tussen Le Neubourg en Glos-Montfort werd opgeheven op 1 februari 1971 en tussen Évreux-Embranchement en Le Neubourg op 30 september 1990. Tussen Glos-Montfort en Quetteville werd het goederenvervoer gestaakt op 28 februari 2005 en weer hervat op 19 augustus 2008. In december 2011 werd het goederenvervoer op dit gedeelte wederom opgeheven.

## Aansluitingen
In de volgende plaatsen is of was er een aansluiting op de volgende spoorlijnen:
Évreux-Normandie
RFN 366 000, spoorlijn tussen Mantes-la-Jolie en Cherbourg
RFN 371 000, spoorlijn tussen Évreux-Embranchement en Acquigny
Glos-Montfort
RFN 372 000, spoorlijn tussen Serquigny en Oissel
Quetteville
RFN 377 000, spoorlijn tussen Pont-l'Évêque en Honfleur

## Galerij

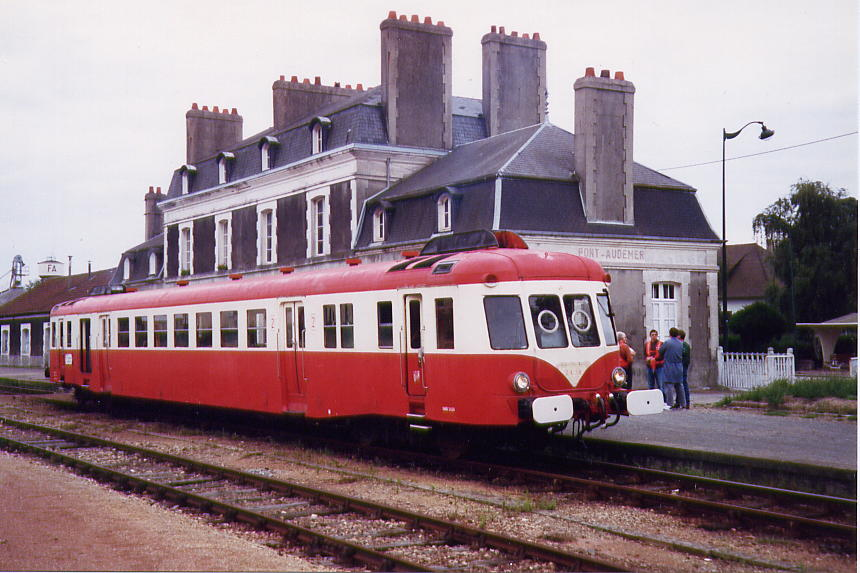
Station Pont-Audemer in 1995
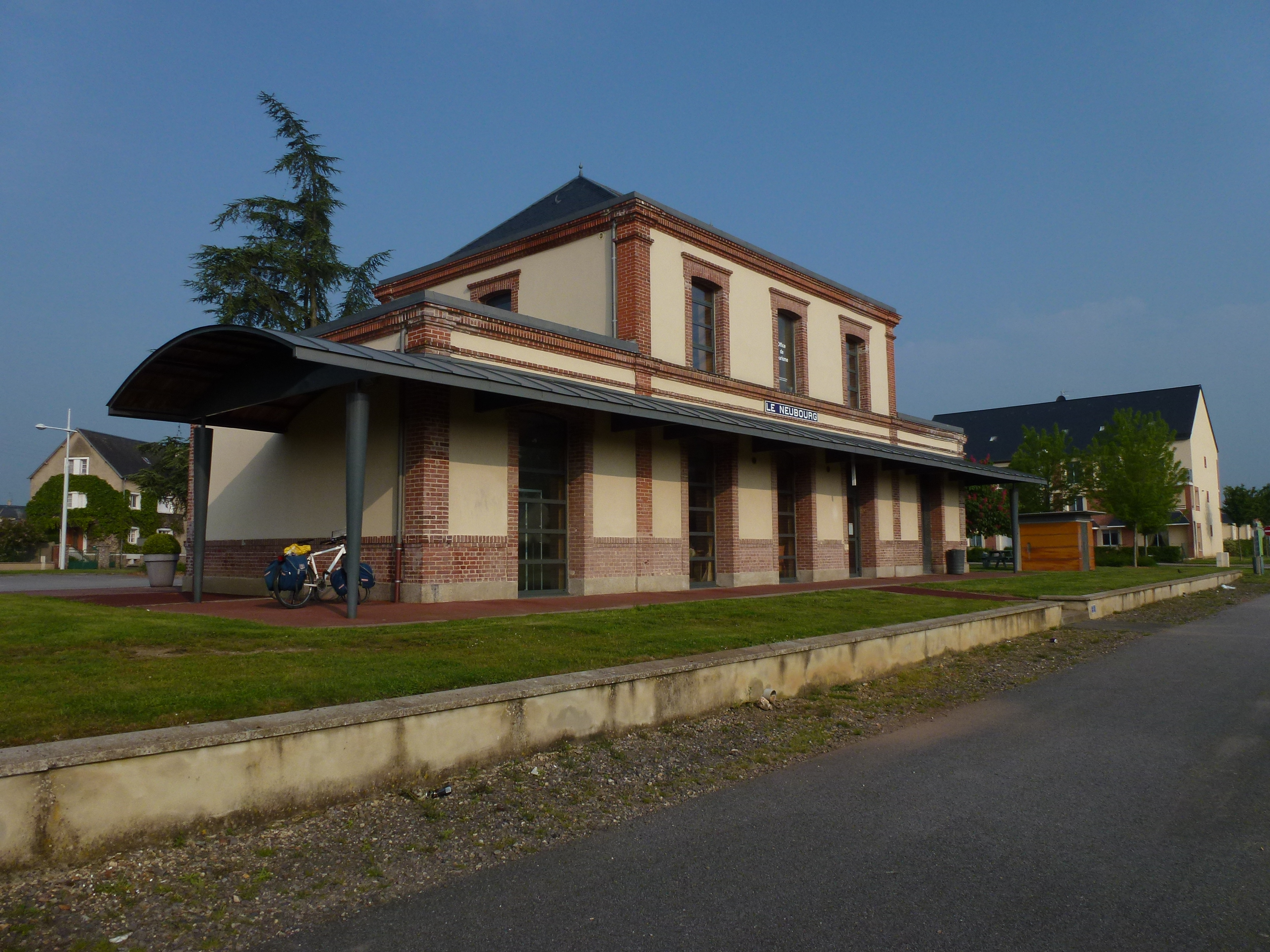
Station Le Neubourg in 2008